# Descrierea speciilor
O descriere a speciei este o descriere formală a unei specii nou descoperite, de obicei sub forma unei lucrări științifice. Scopul său este de a oferi o descriere clară a unei noi specii de organism și de a explica modul în care aceasta diferă de speciile care au fost descrise anterior sau sunt înrudite. Descrierea speciei conține adesea fotografii sau alte ilustrații ale tip material și precizează în ce muzee a fost depozitată. Publicația în care este descrisă specia conferă noii specii o formală denumire științifică. Au fost identificate și descrise aproximativ 1,9 milioane de specii, din aproximativ 8,7 milioane care ar putea exista efectiv. Alte milioane au devenit extinct de-a lungul existenței vieții pe Pământ.